# A Woman's Business

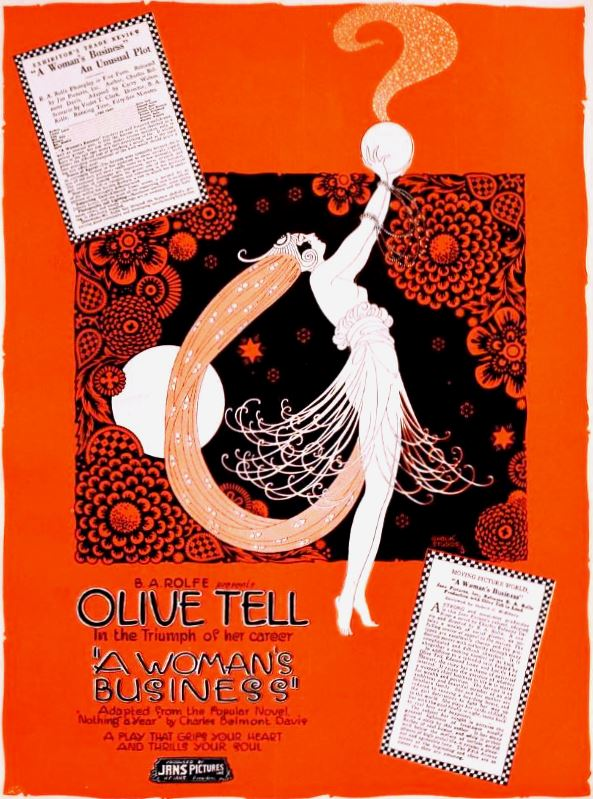
Annonce du film dans le magazine Motion Picture News.

A Woman's Business est un film américain réalisé par B. A. Rolfe et sorti en 1920.

## Synopsis
Barabara s'ennuie dans une petite ville du sud. Elle épouse Johnny Lester, secrétaire de M. Ellis, en espérant qu'il lui procurera un statut social et la richesse. Son plan échoue cependant quand Ellis renvoie son mari. Celui-ci cherche en vain un emploi à New York alors qu'Ellis fait des avances à Barbara qui accepte ses attentions, ce qui la conduit au divorce.

## Fiche technique
- Titre : A Woman's Business
- Réalisation : B. A. Rolfe
- Scénario : Violet Clark, Carey Wilson, d'après un roman de Charles Belmont Davis[2]
- Production : 	B. A. Rolfe
- Photographie : Arthur A. Cadwell
- Durée : 50 minutes
- Date de sortie : 1er juin 1920

## Distribution

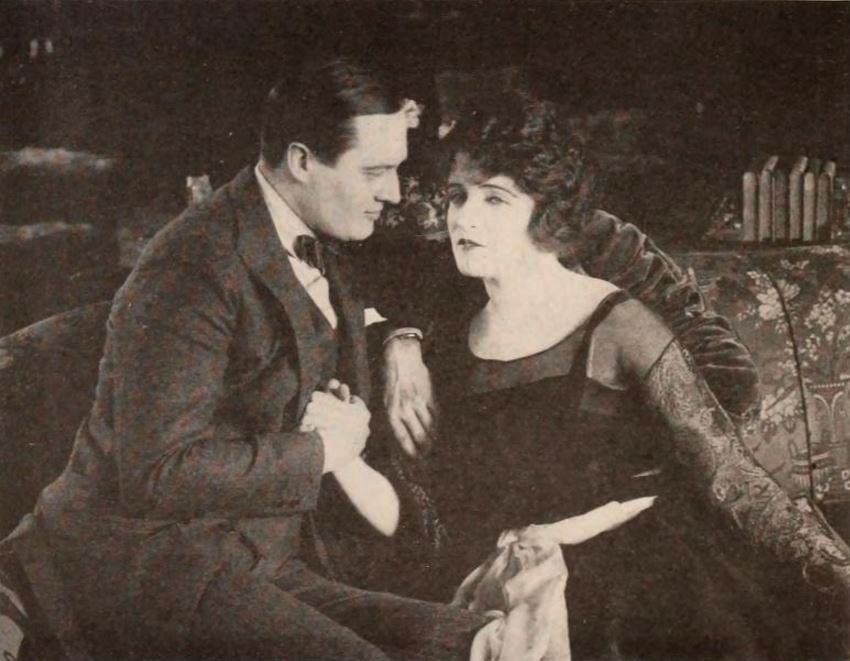
Olive Tell dans une scène du film.

- Olive Tell : Barbara
- Edmund Lowe : Johnny Lister
- Donald Hall : Ellis
- Lucille Lee Stewart : Mrs. Ellis
- Warner Richmond : Brookes
- Annette Bade : Mrs. Brookes
- Stanley Walpole : David